# Sybra bitriangularis
Sybra bitriangularis är en skalbaggsart som beskrevs av Stefan von Breuning 1953. Sybra bitriangularis ingår i släktet Sybra och familjen långhorningar. Inga underarter finns listade i Catalogue of Life.